# Survivor Series (2000)
Survivor Series (2000) — щорічне pay-per-view шоу «Survivor Series», що проводиться федерацією реслінгу WWE. Шоу відбулося 19 листопада 2000 року в Амалі-арена у місті Тампа, штат Флорида, США. Це було 14 шоу в історії «Survivor Series». 9 матчів відбулися під час шоу та ще один перед показом.